# Elias Kemboi Chelimo
Elias Kemboi Chelimo (* 10. März 1984) ist ein kenianischer Marathonläufer.
2004 wurde er Sechster beim Marathon de la baie du Mont Saint-Michel und Siebter beim Nairobi-Marathon. Jeweils Dritter wurde er 2005 Dritter in Nairobi und 2006 beim Dubai-Marathon.
2007 folgte einem Sieg beim Rom-Marathon ein vierter Platz beim Paris-Marathon und ein elfter beim New-York-City-Marathon 2007. 2008 wurde er jeweils Zweiter beim Xiamen-Marathon und beim Mailand-Marathon. 2009 gewann er den São-Paulo-Marathon und wurde Vierter beim Frankfurt-Marathon.
2010 wurde er Achter beim Rotterdam-Marathon und stellte als Dritter beim Frankfurt-Marathon mit 2:07:04 h seine persönliche Bestleistung auf.
Am 15. November 2015 gewann er den Istanbul-Marathon in 2:11:17 h.